# Petruskerk (Zuidbroek)
De romanogotische Petruskerk van Zuidbroek (Groningen) is gebouwd op het einde van de 13e eeuw. Het is een forse kruiskerk met losstaande toren. 
De huidige naam is gebaseerd op een vergissing; de kerk was vanouds gewijd aan Augustinus van Hippo.

## Kerk en toren
In de middeleeuwen was de kerk gewijd aan de heilige Augustinus van Hippo. Deze heilige wordt afgebeeld op het zegel van een van de laatste pastoors en op het 17e-eeuwse kerkzegel. De voornaam Augustinus was rond 1600 bij verscheidene families in Zuidbroek in zwang. Volgens het Aardrijkskundig woordenboek der Nederlanden van A.J. van der Aa uit 1851 was de kerk gewijd aan de heilige Petrus. M.D. Ozinga nam deze bewering in 1933 over. Daarvoor zijn in de archieven echter geen aanwijzingen gevonden. 
Opvallend in het interieur zijn de achtribbige koepelgewelven in het schip en in het koor van de kerk. Het kerkmeubilair stamt uit 1709: de koorafsluiting, drostenbank en kerkvoogdenbank zijn ontworpen door de Groninger stadsbouwmeester Allert Meijer, die ook veel van het interieur van de Mariakerk (Uithuizermeeden) heeft ontworpen. De preekstoel is in 1736 ontworpen door Casper Struiwig.
De kerk heeft een vrijstaande klokkentoren, uitgevoerd als zadeldaktoren met vierkant grondplan, die in dezelfde periode als de kerk is gebouwd. Er zijn twee luidklokken, uit 1603 (van H. Kellerman, met een diameter van 122 cm) en uit 1610. De toren heeft lange tijd dienstgedaan als gevangenis, waartoe vier cellen waren ingericht.
In de loop der eeuwen hebben diverse restauraties plaatsgevonden. In de 19e eeuw werd op de kerk een pleisterlaag aangebracht, die in de 20e eeuw weer is verwijderd.

## Orgel
Het grote orgel in classicistische stijl geldt als de laatste belangrijke vertegenwoordiger van de 18e-eeuwse Groninger orgelbouw. Het heeft 28 registers en een rugpositief en is in 1793-1795 vervaardigd door H.H. Freytag en F.C. Snitger (junior). Het was aanvankelijk de bedoeling het te laten bouwen door A.A. Hinsz, maar die overleed in 1785.
Sinds enige jaren staat in het koor van de Petruskerk een Engels "Dunstone" kabinetorgel, afkomstig uit Devon en in 1844 gebouwd door de Londense firma Jones. Het is in particulier bezit.

## Vondst
In 1997 werden bij opgravingen op het kerkhof restanten van een beeldengroep gevonden. Waarschijnlijk betreft het een zogenaamde calvariegroep uit het begin van de 16e eeuw. De delen van de Mariafiguur en de Christusfiguur zijn, hoewel beschadigd, volgens deskundigen van hoge kwaliteit en vrij zeldzaam voor Groningen.

## Afbeeldingen

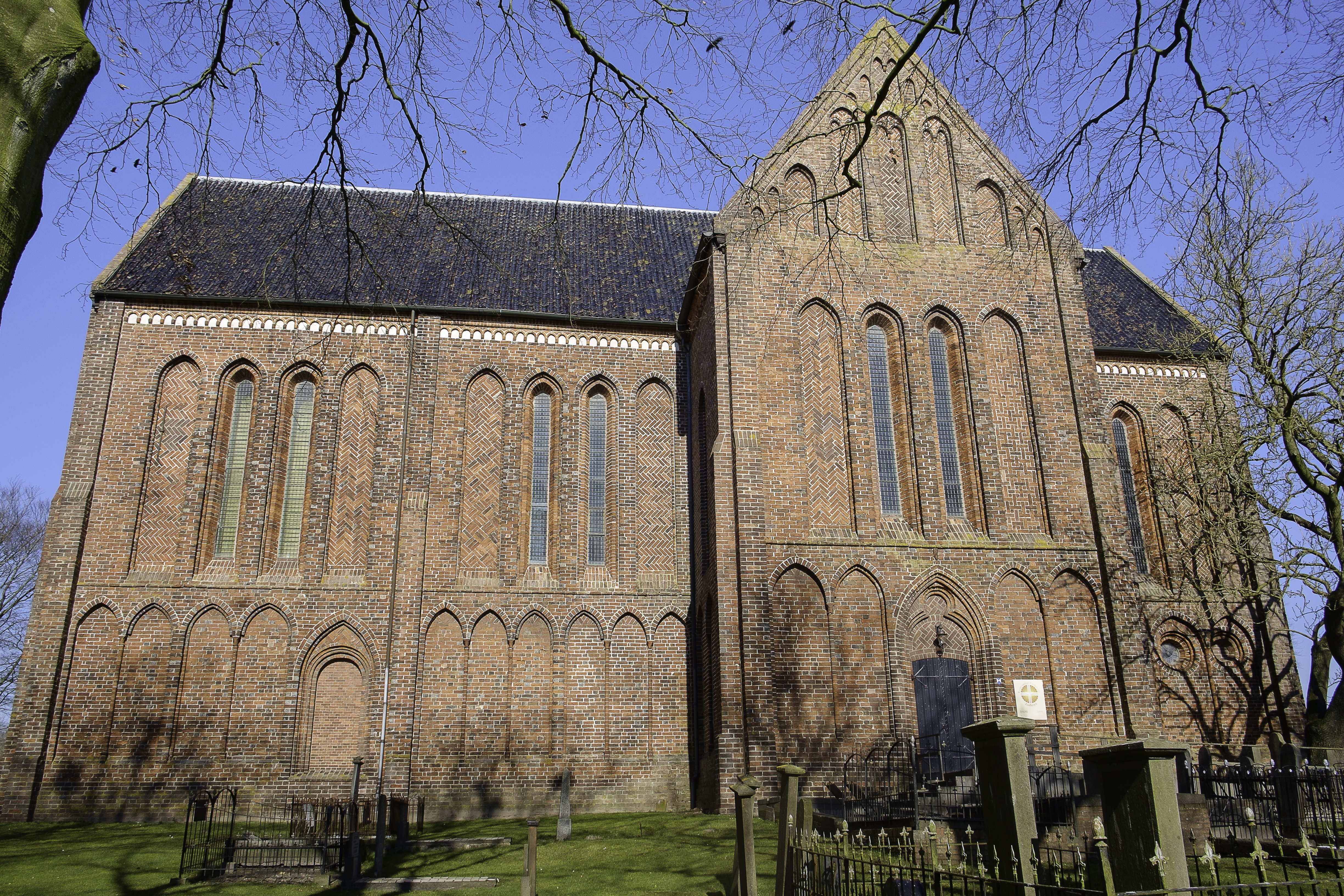
Zijaanzicht kerk
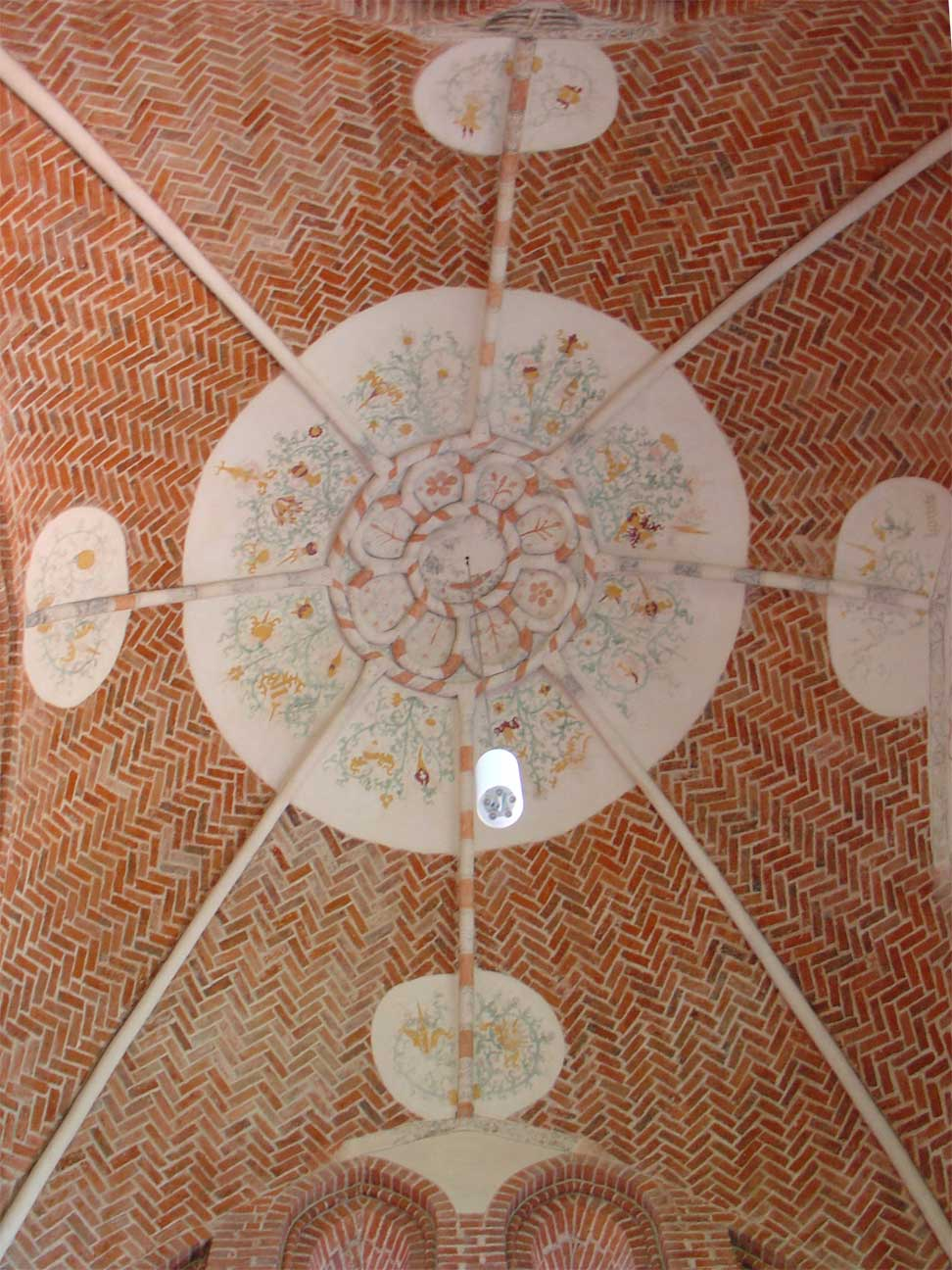
Het achtribbige koorgewelf
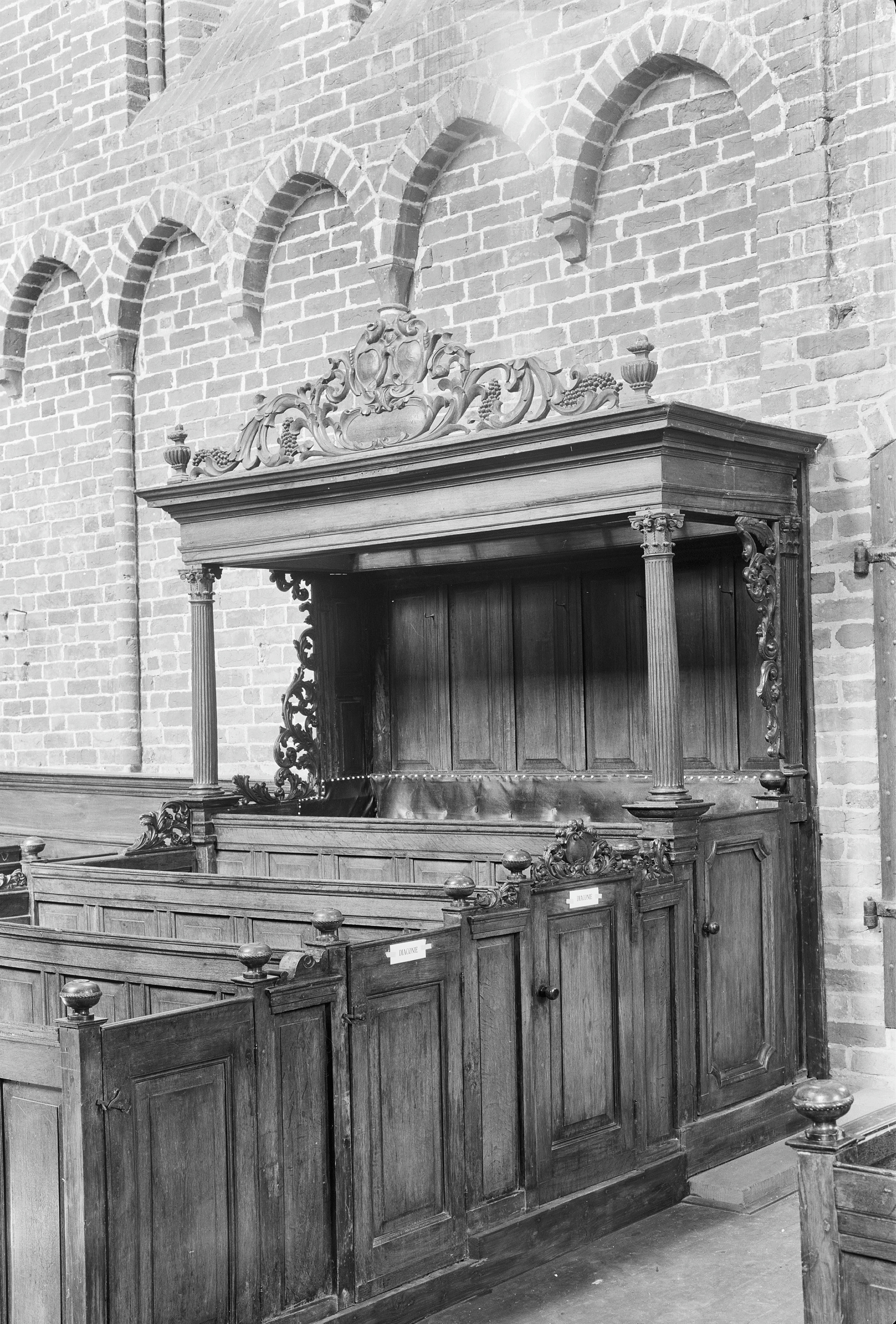
Herenbank (1709)
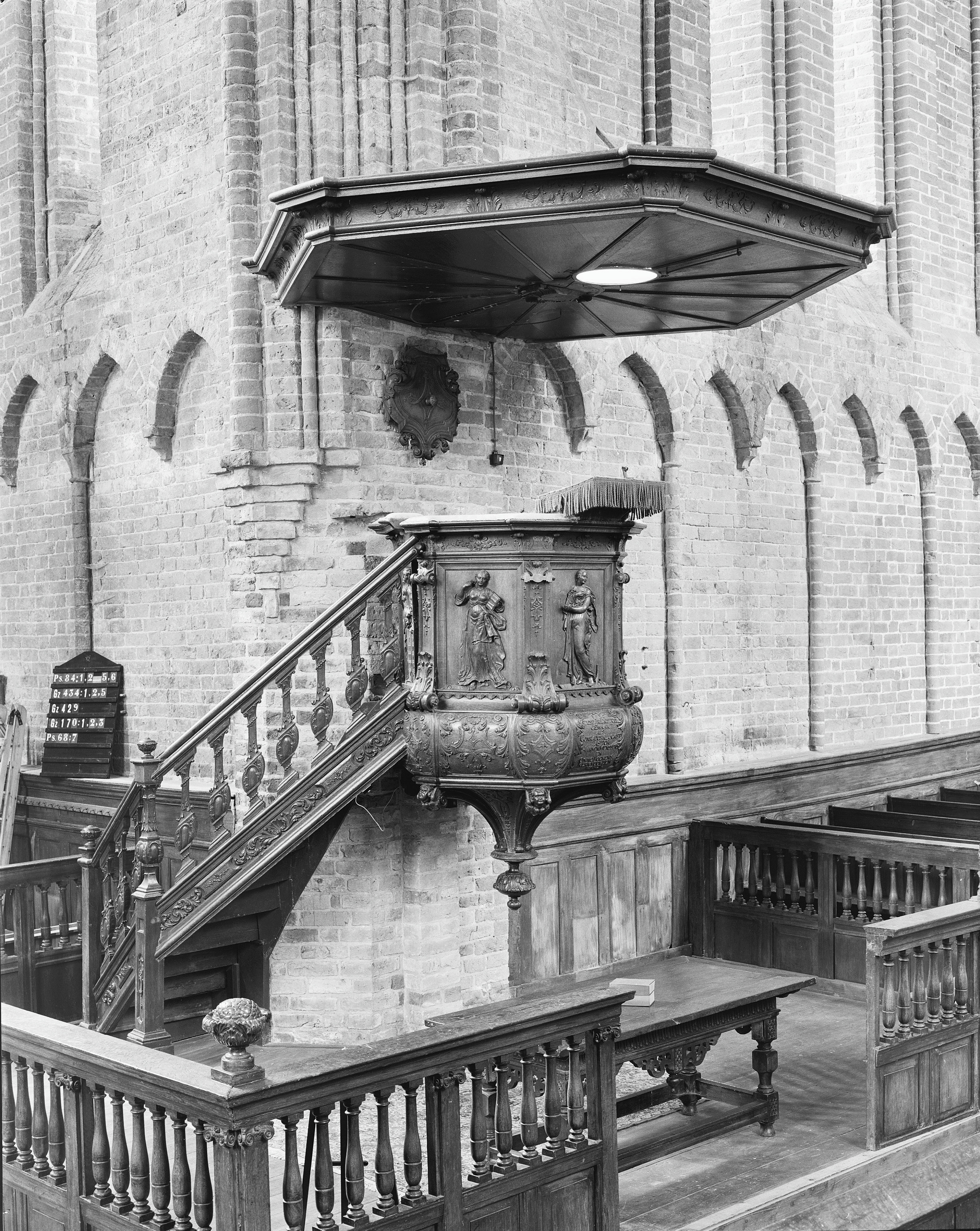
Preekstoel (1736)
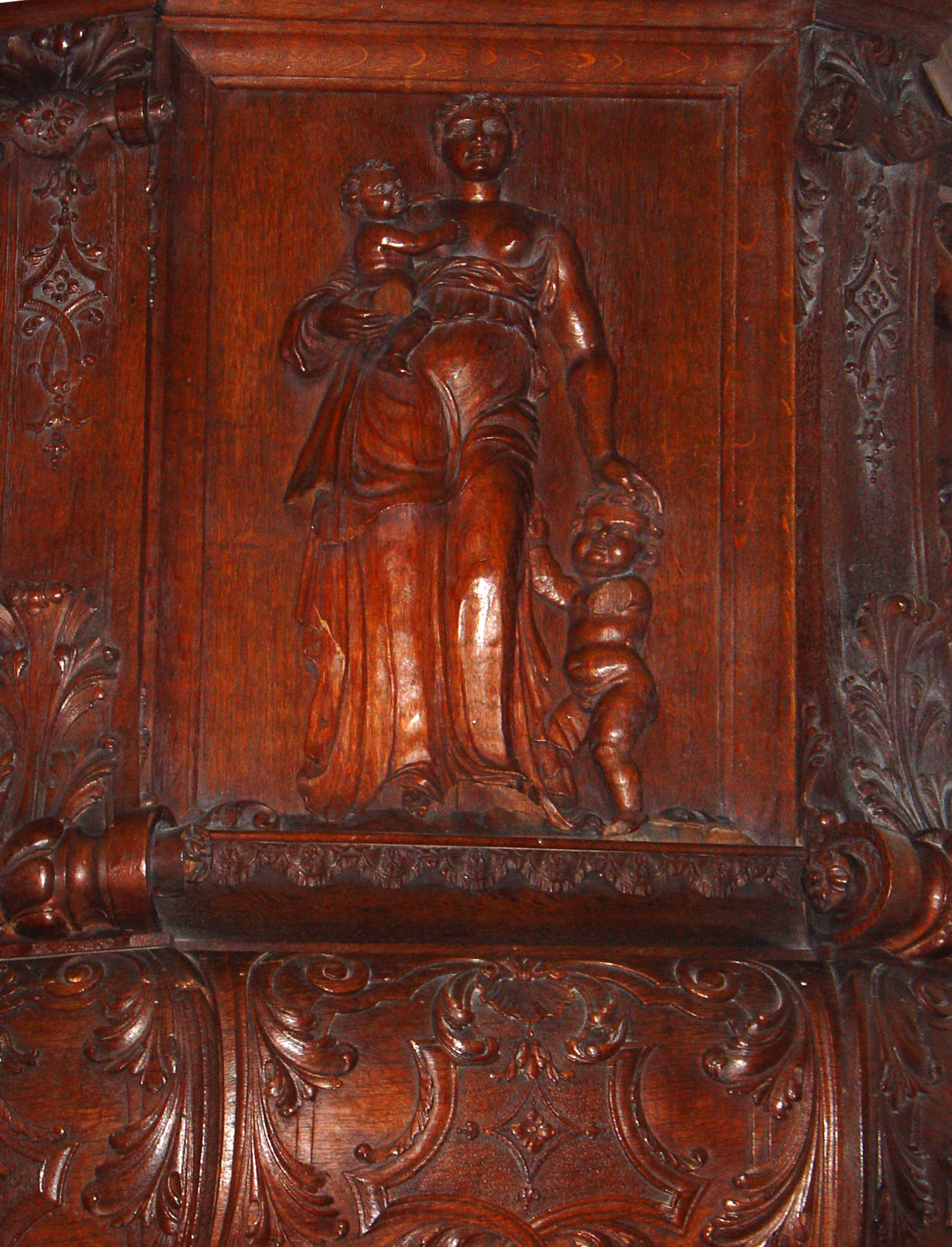
Detail preekstoel
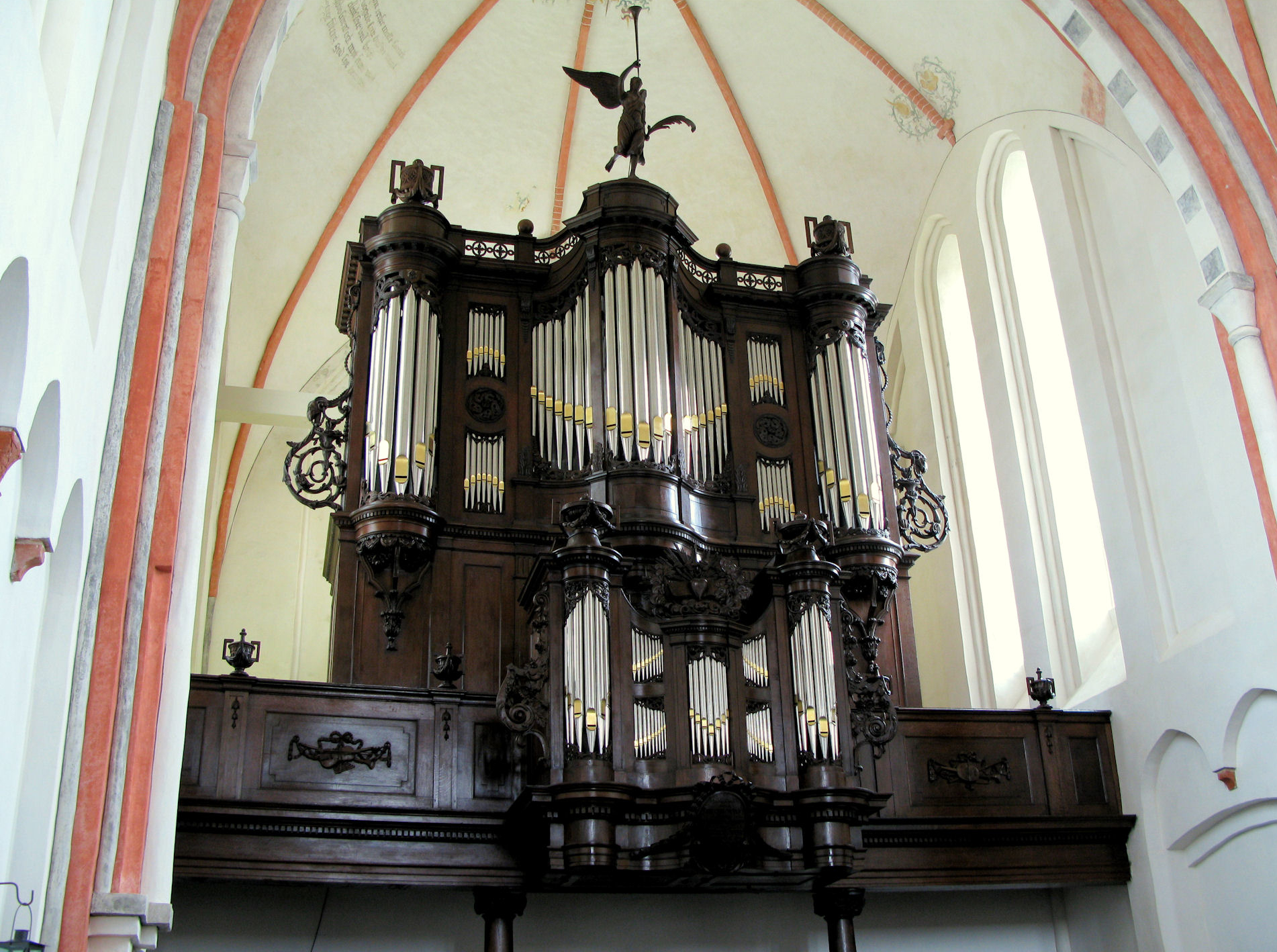
Orgel (1793-1795)
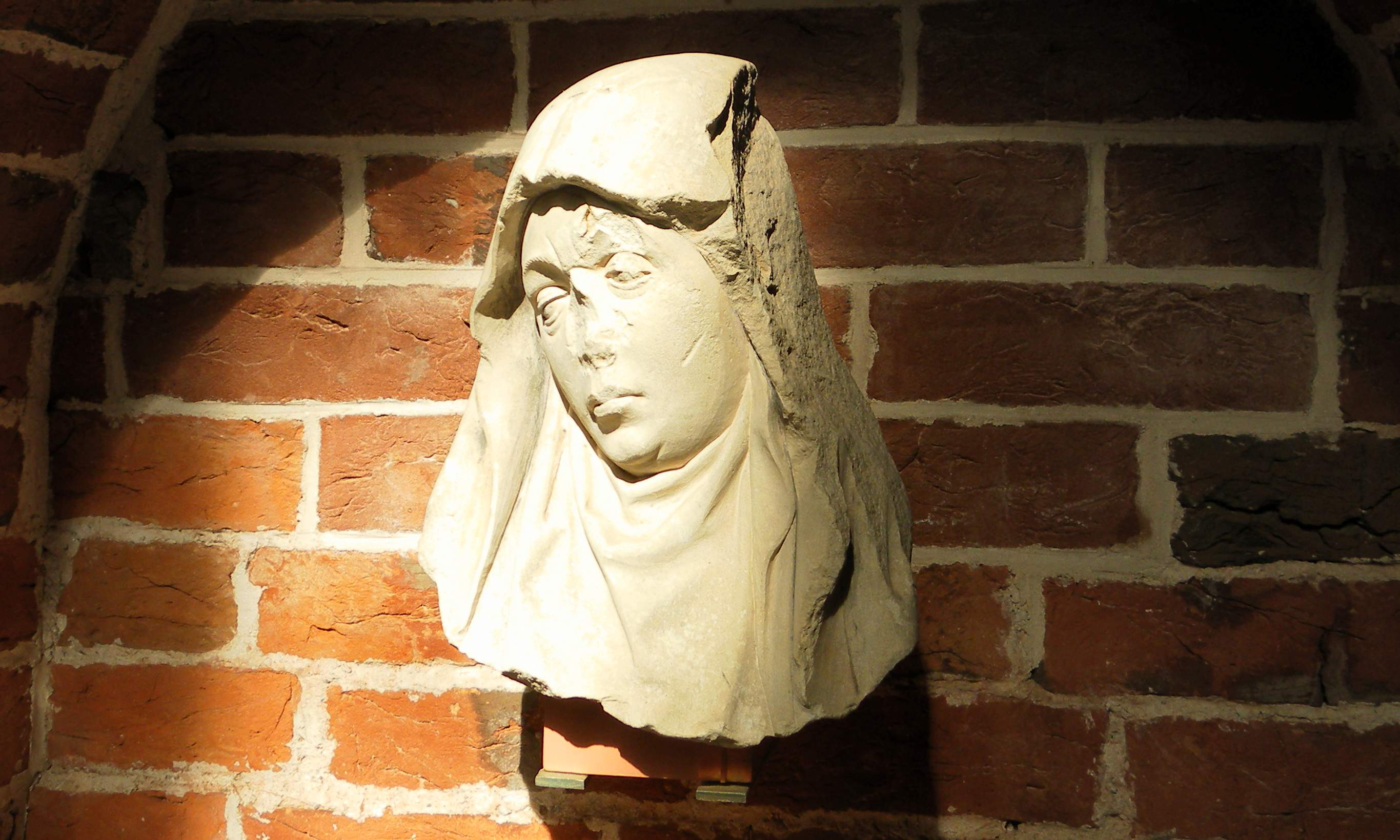
Mariabeeld (omstreeks 1500)
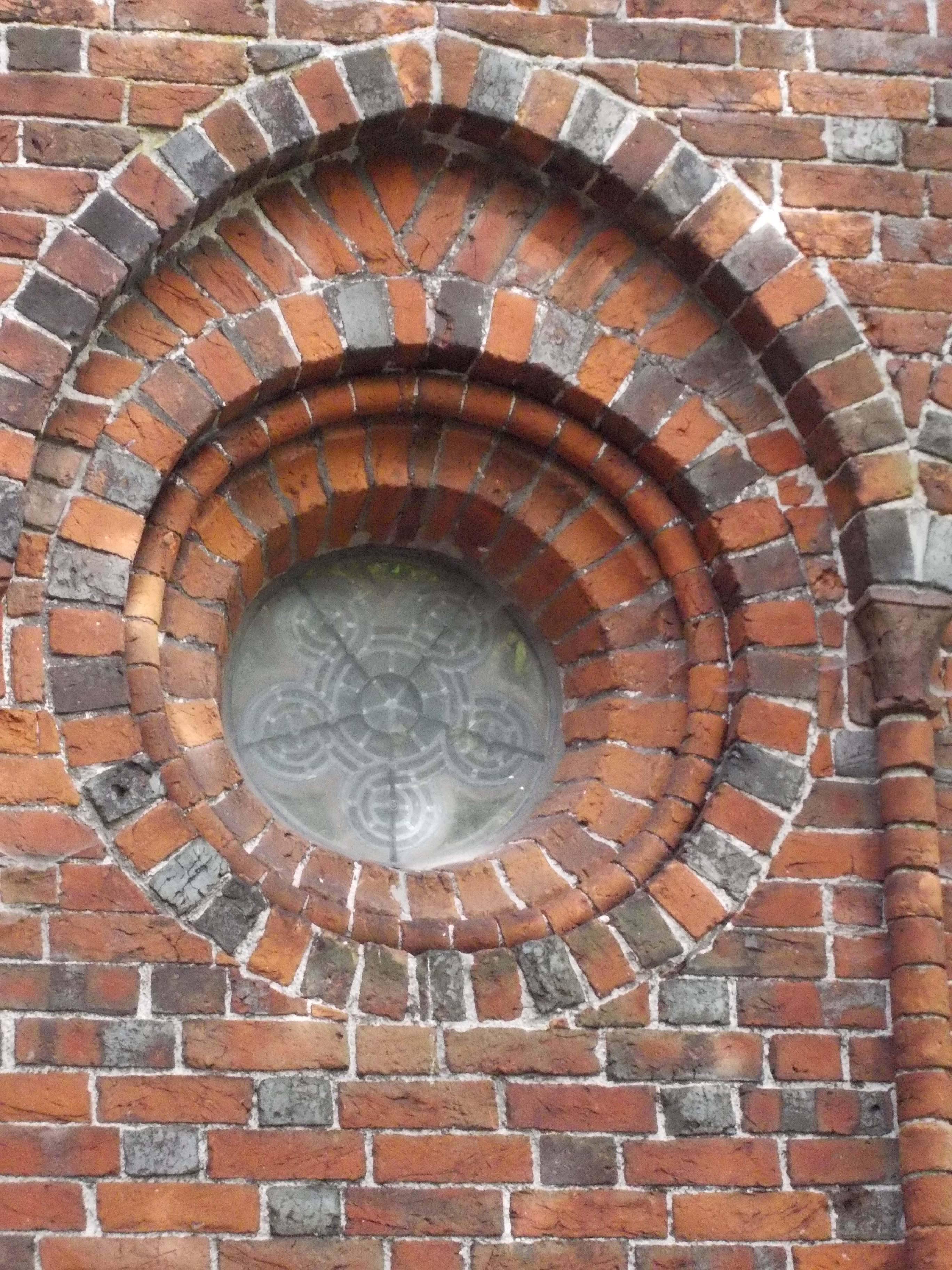
Detail muur
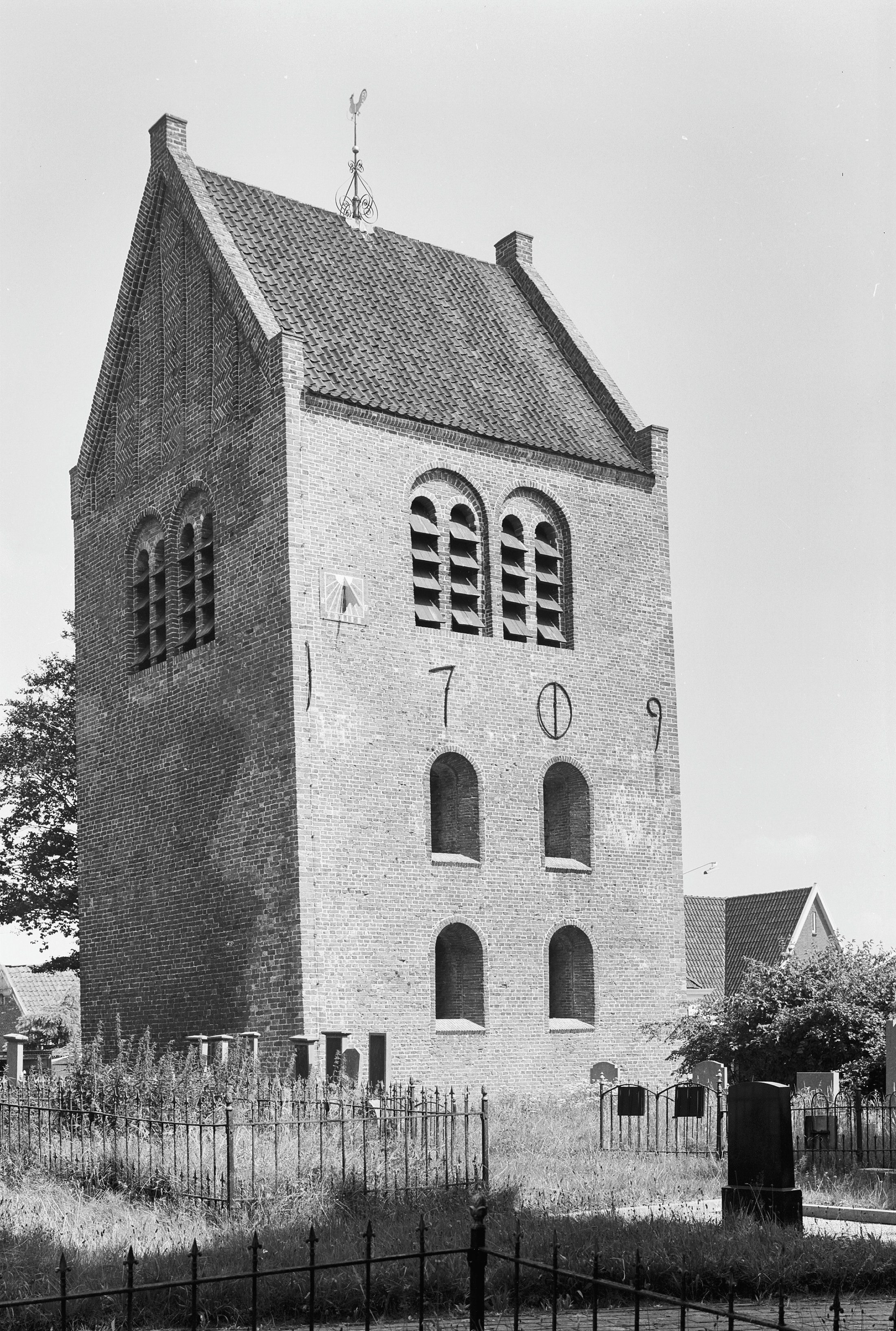
Vrijstaande klokkentoren